# Apatura blankensteini
Apatura blankensteini är en fjärilsart som beskrevs av Friedrich Wilhelm Niepelt 1923. Apatura blankensteini ingår i släktet Apatura och familjen praktfjärilar. Inga underarter finns listade i Catalogue of Life.